# André Bergdølmo
André Bergdølmo (Oslo, Noruega; 13 de octubre de 1971) es un exfutbolista y actual entrenador noruego. Se desempeñaba en todas las posiciones de la defensa. Actualmente es el entrenador del LSK Kvinner FK, de la Toppserien, máxima división del fútbol femenino en Noruega.

## Clubes
| Club              | País         | Año       |
| ----------------- | ------------ | --------- |
| Lillestrøm SK     | Noruega      | 1991-1996 |
| Rosenborg BK      | Noruega      | 1997-2000 |
| AFC Ajax          | Países Bajos | 2000-2003 |
| Borussia Dortmund | Alemania     | 2003-2005 |
| FC Copenhague     | Dinamarca    | 2005-2007 |
| Strømsgodset IF   | Noruega      | 2007-2008 |

## Palmarés
Rosenborg BK
- Tippeligaen: 1996-97, 1997-98, 1998-99, 1999-00
- Copa de Noruega: 1999

AFC Ajax
- Eredivisie: 2001-02
- Copa de los Países Bajos: 2002

FC Copenhague
- Superliga danesa: 2005-06
- Royal League: 2005, 2006

- Datos: Q517078